# Distrito de Chala
El distrito de Chala es uno de los trece que conforman la provincia de Caravelí, ubicada en el departamento de Arequipa, en el Sur del Perú. Limita por el Norte con el distrito de Atiquipa, por el Sur con el distrito de Cháparra y por el Oeste con el océano Pacífico.
Desde el punto de vista jerárquico de la Iglesia católica forma parte de la Prelatura de Caravelí en la Arquidiócesis de Arequipa.

## Historia
El distrito fue fundado durante la época republicana, el 2 de enero de 1857, en el gobierno del Presidente Ramón Castilla. Su capital es el Puerto de Chala.

## Geografía
Chala es un activo puerto pesquero y comercial, la presencia de la carretera Panamericana sur (km. 620) le da tal dinamismo, además la minería artesanal del oro, en las quebradas altas de la Provincia de Caravelí hace que se viva una intensa y febril actividad por la comercialización del preciado metal en las calles del distrito. 
En el distrito hay un muelle artesanal de pescadores.

## Autoridades

### Municipales
- 2019 - 2022[2]
  - Alcalde: Víctor Tomas Pacheco Puquio, de Acción Popular.
  - Regidores:

  1. Benito Ricardo Tapia Serrano (Acción Popular)
  2. Hubert Sigifredo Cruces Valdivia (Acción Popular)
  3. Aurora Estefani Villamares Canales (Acción Popular)
  4. Hugo Vera Cruz (Acción Popular)
  5. Vicente Francisco Ninasivincha Lázaro (Alianza para el Progreso)

Alcaldes anteriores
- 2015-2018:[3] Bruno Salinas Álvarez, del Movimiento Regional Arequipa (Los rocotitos).

## Festividades
- 29 de junio se celebra el "Día de San Pedro" y "Día del Pescador".
- 8 de diciembre se celebra el día de la patrona del puerto de Chala la Santísima Virgen Inmaculada Concepción.
- 16 de julio se celebra a la Virgen de Chapi, antiguamente era una fiesta casi patronal por el fervor que le tenía el puerto de Chala.

## Turismo
En los meses de verano, Chala se llena de visitantes y veraneantes que vienen de diferentes puntos del país y hasta del extranjero para disfrutar de sus playas y su buena comida hecha a base de productos marinos.
Muy cerca de Chala, se encuentra Puerto Inca, sitio arqueológico, donde el soberano Inca tomaba el sol de verano, las únicas ruinas Incas en el Perú que se encuentra a orillas de mar, el cual es visitado por turistas nacionales y extranjeros.
En Chala existen servicios turísticos básicos; como alojamiento y restaurantes.

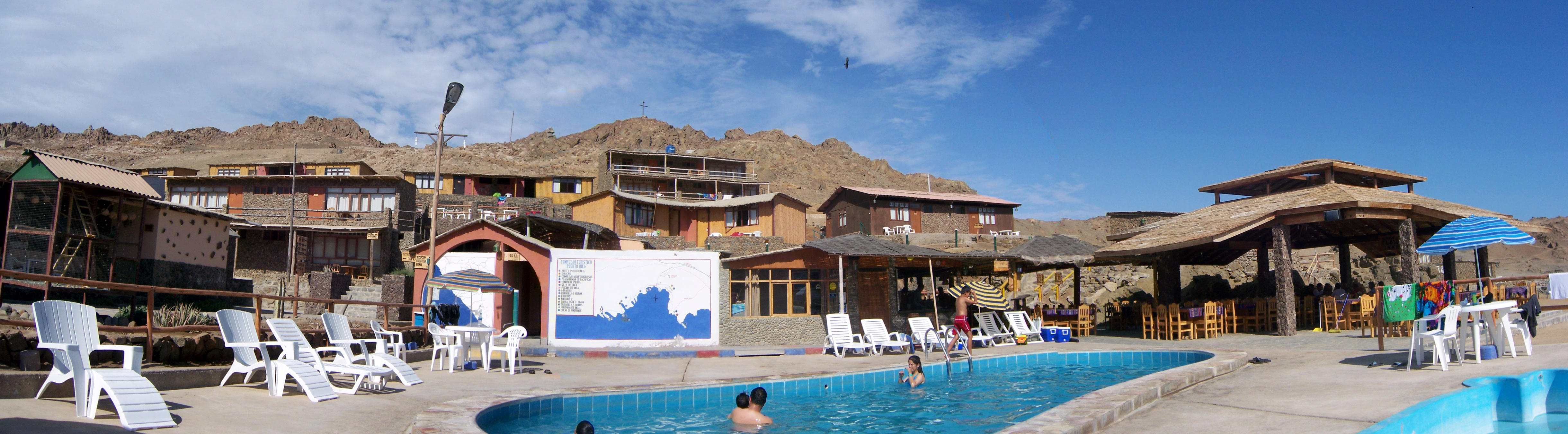
Hotel Puerto Inca en el balneario homónimo.

### Comunicaciones y Vías de Acceso
Chala se encuentra en el km 611 de la Panamericana Sur, a aproximadamente 7 horas y media de Arequipa, a 8 horas y media de Lima y a 4 horas y media de Ica.